# Пржевальський (фільм)
«Пржева́льський» — радянський історико-біографічний художній фільм режисера Сергія Юткевича, знятий на кіностудії «Мосфільм» в 1951 році. Прем'єра фільму відбулася 26 лютого 1952 року. Натурні зйомки проводилися в Приморському краї, в пісках Середньої Азії, в горах Тянь-Шаню й Паміру, а також на території Китайської Народної Республіки, за сприяння Державної Пекінської кіностудії.

## Сюжет
Фільм про вченого-мандрівника, який досліджував великі простори російського Примор'я, першим проник у невідомі області Центральної Азії та ліквідував останні «білі плями» на її карті. Про дослідника, який більш ніж десять років провів у сідлі, пройшов шлях у багато тисяч кілометрів по Уссурійської тайзі, по Монголії, Китаю і Тибету. Петербург, 1867 рік. Молодий офіцер, викладач географії в юнкерському училищі Микола Пржевальський звернувся з проханням до Петра Семенова-Тянь-Шанського, надати йому допомогу в організації експедиції в глиб Центральної Азії. Після річної подорожі по Примор'ю Пржевальський очолив ряд експедицій у Центральну Азію, звідки привіз десять тисяч примірників рослин і тварин. Більше половини шляху поклав на карту. Пржевальський робить висновок, що пустеля Гобі — це не величезне піщане здуття, а кам'яниста чаша, що лежить між хребтами. Його дослідження перекреслює меридиальні хребти гумбольдтової схеми, проясняючи справжнє розуміння геології всього континенту.

## У ролях
- Сергій Папов —  Микола Пржевальський
- Всеволод Ларіонов —  Всеволод Роборовський
- Борис Тенін —  козак Єгоров
- Георгій Слабиняк —  Телешов
- Микола Коміссаров —  Петро Семенов-Тян-Шанський
- Володимир Всеволодов —  Микола Северцов
- Микола Свободін —  великий князь
- Сергій Мартінсон —  професор Шатило, скарбник Географічного товариства
- Василь Бокарєв —  Саймон
- Володимир Таскін —  Бенджамін Дізраелі
- Сергій Ценін —  російський посол
- Олена Вольська —  Катя
- Еммануїл Геллер —  епізод
- Цирен Шагжин —  Ірінчінов
- Тен Лун —  Ху-Шин
- Кен Джен —  Чжин-Сян
- Лян Лен-Дзу —  амбань
- Ван Гуан-Де —  ад'ютант амбаня
- Пак Чун Сеп —  Кім Ті Бон
- Кім Дін —  корейський учитель
- Ц. Демдінов —  господар монгольської юрти
- Дагба Дондуков —  монгольський пастух
- П. Ніколаєв —  монгольський пастух

## Знімальна група
- Автори сценарію: Олексій Спєшнєв, Володимир Швейцер
- Режисер-постановник: Сергій Юткевич
- Оператори-постановники: Євген Андріканіс, Федір Фірсов
- Композитор: Георгій Свиридов
- Художники-постановники: Михайло Богданов, Геннадій Мясников
- Режисери: С. Рейтман, Е. Зільберштейн
- Оператори: А. Ахметова, В. Домбровський
- Звукооператор: В. Зорін
- Оркестр Міністерства кінематографії СРСР
  - Диригент: Арон Ройтман
- Художник по костюмах: В. Ковригін
- Художник-гример: М. Чікіров
- Монтажер: К. Алєєва
- Консультант: Є. Мурзаєв
- Директор: Г. Кузнецов